# Borneol
Borneolul este un compus organic natural din clasa monoterpenoidelor biciclice. Prezintă doi enantiomeri. Produsul său de oxidare este camforul. Se regăsește în câteva specii de Heterotheca, Artemisia, Callicarpa, Dipterocarpaceae, Blumea balsamifera  și Kaempferia galanga. A fost denumit în anul 1842 de către chimistul francez Charles Frédéric Gerhardt.